# Moucaïla Rawendé
Moucaïla Rawendé, né le 1er janvier 1997, est un coureur cycliste burkinabé.

## Biographie
Lors de la saison 2022, il se distingue en devenant champion national du Burkina Faso, sous les couleurs de l'AS Bessel,. Il réalise également de bonnes performances sur le Tour de Côte d'Ivoire en terminant deuxième d'une étape et huitième du classement général. 

## Palmarès
- 2022
  -  Champion du Burkina Faso sur route
- 2023
  - Grand Prix de la CEDEAO
  - Grand Prix Dafani
  - 2e du Tour de Côte d'Ivoire
- 2025
  - 2e du Tour du Cameroun